# K-11 (filme)
K-11 é um filme estadunidense escrito e dirigido por Jules Mann-Stewart e estrelado por Goran Visnjic, Kate del Castillo, Portia Doubleday,D.B. Sweeney.

## Sinopse
K-11 é um drama que trata das políticas de raça e identidade de gênero na Prisão Central
do Condado de Los Angeles dos homens. O filme segue Raymond Saxx Jr (Goran Visnjic), um produtor musical
poderoso que acorda depois de um apagão induzido por drogas onde se encontra preso numa prisão classificada "K-11".
Mergulhados em um mundo de pesadelo e governado por uma diva transexual chamada Mousey (Kate del Castillo),
Raymond é um verdadeiro peixe fora d'água. Complicando ainda mais as coisas, uma perturbada jovem transgênera
chamada borboleta(Portia Doubleday), um estuprador de crianças ('Tiny' Lister Tommy) e o xerife cruel,
o tenente Johnson (DB Sweeney) fazem parte desse drama. A Luta de Ray para entrar em contato com o mundo
exterior e recuperar sua liberdade parece impossível, mas ele deve aprender a navegar neste nova estrutura
de poder, se não ele jamais vai sobreviver e estar no controle de sua vida novamente.
O filme conta com forte elenco que inclui Goran Visnjic (Iniciantes, Os homens que não amavam as mulheres), Kate del Castillo (La Reina del Sur), Portia Doubleday (Youth in Revolt), 
DB Sweeney (Hard Ball), Jason Mewes (Clerks), Lister Tommy 'Tiny' (The Dark Knight), 
Tara Buck (True Blood, Justified) e Cameron Stewart em sua estréia no cinema.

## Elenco
- Goran Visnjic como Raymond Saxx Jr.
- Kate del Castillo como Mousey
- D.B. Sweeney como LT. Gerald Johnson
- Portia Doubleday como Butterfly
- Jason Mewes como Ben Sherman
- Sonya Eddy como Teresa Luna
- Luis Moncada como Shyboy
- Craig Owens como Ian Sheffield
- Tiffany Mulheron como Tia Saxx
- P.J Byrne como C.R.
- Paul Zies como Washington
- Tara Buck como Crystal
- Tommy 'Tiny' Lister como Detroit
- Lou Beatty Jr como Granny
- Billy Morrison como Hollywood
- Ralph Cole Jr. como Kay-Kay
- Markus Redmond como Precious
- Cameron Stewart como Sledgehammer
- Franc Ross como Wino
- Tim Dezarn como Cowboy Williams
- Matthew Nable como Sergeant Villalobos
- Ian P. Nelson como Rookie Harris
- Jonathan Roumie como Rookie Stewart
- Michael Irby como Lieutenant Hernandez
- Michael Shamus Wiles como Captain Davis
- Chuck Ashworth como Sergeant Michaels
- George Perez como Officer Jose
- Maximilian Osinski como Arresting officer #2
- Pat Asanti como Booking Officer
- Matt Cedeno como Booking Sergeant
- Lisa Goodman como Cashier
- David Quane como Inmate Stern(In Yellow)
- Lisa K Wyatt como Classification Officer
- Jason Stuart como Laundry Trustee
- Ted Nordblum como Maitre' D
- Claire Sinclair como Sexy Blond
- John Prosky como Simon Schwartz
- Jann Carl como Jann Carl
- Saye Yabandehcomo Pill Call Nurse